# Yesterdays (Keith-Jarrett-Album)
Yesterdays ist ein Livealbum des US-amerikanischen Jazzpianisten Keith Jarrett mit Gary Peacock und Jack DeJohnette, auch bekannt als Standards Trio. Das Album wurde im Rainbow Studio in Oslo editiert und gemastert und am 27. Januar 2009 von ECM Records auf CD und Vinyl herausgebracht.

## Album
Acht der neun Titel des Albums stammen vom Konzert des Trios in der Metropolitan Festival Hall in Tokio am 30. April 2001, der Titel Stella By Starlight entstand beim Sound-Check bei dem Konzert in der Orchard Hall in Tokio am 24. April 2001.
Für die drei Musiker, die erstmals 1977 mit Tales of Another (ECM, 1977) ein gemeinsames Album veröffentlicht hatten, 1983 mit Standards, Vol. 1 (ECM, 1983) ihr erstes Album als Standards Trio vorlegten und laut Wolfgang Sandner „eine der dauerhaftesten musikalischen Partnerschaften in der Geschichte des Jazz werden“ sollten, war 2001 ein sehr produktives und intensives Jahr ihrer bis dahin 24-jährigen gemeinsamen Zusammenarbeit.

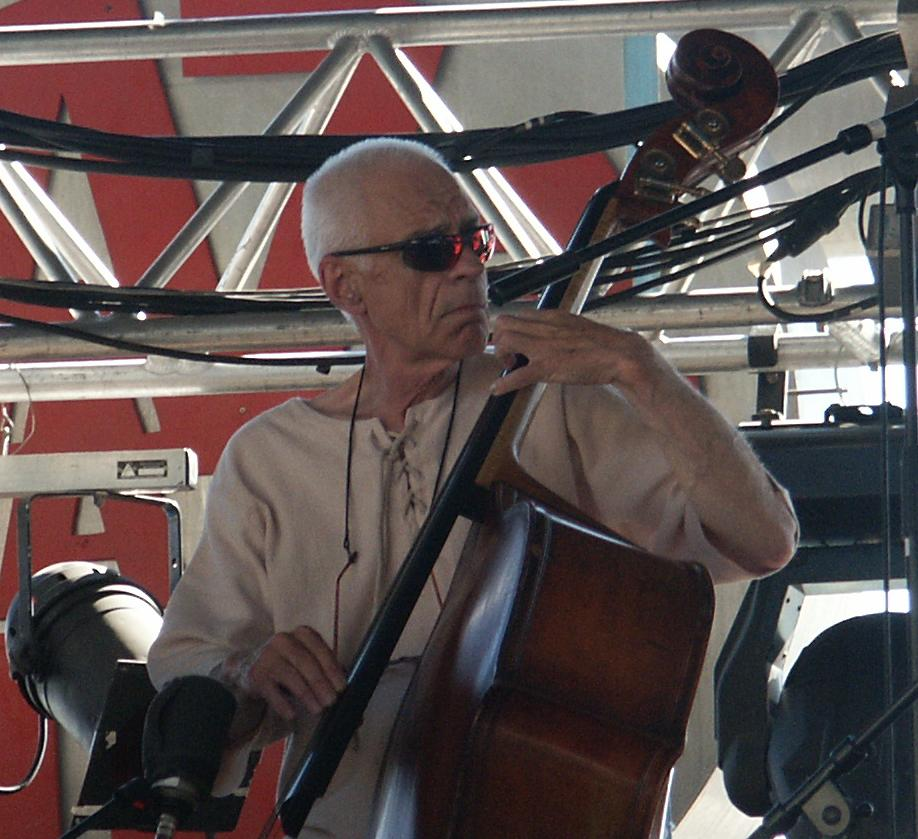
Gary Peacock (2003)

Insgesamt wurden aus der Konzerttätigkeit des Trios in diesem Jahr vier Musikalben veröffentlicht, zunächst Always Let Me Go (2002); es enthält – wie Yesterdays – Mitschnitte aus den Konzerten im April 2001 in Tokio. Es folgte das 2004 veröffentlichte Album The Out-of-Towners, das Aufnahmen des Konzertes in der Bayerischen Staatsoper vom Juli 2001 enthält. Das Album My Foolish Heart – veröffentlicht 2007 – ist das dritte Album des Trios mit Mitschnitten aus dem Jahr 2001; s wurde im Juli beim Montreux Jazz Festival in der Schweiz aufgenommen. Das vierte Album ist schließlich das 2009 veröffentlichte Album Yesterdays.

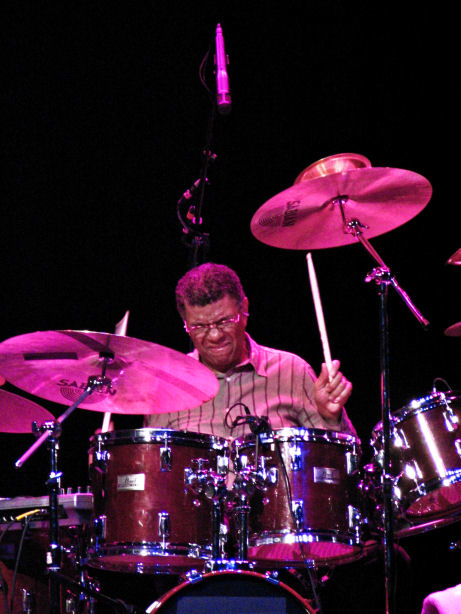
Jack DeJohnette (2006)

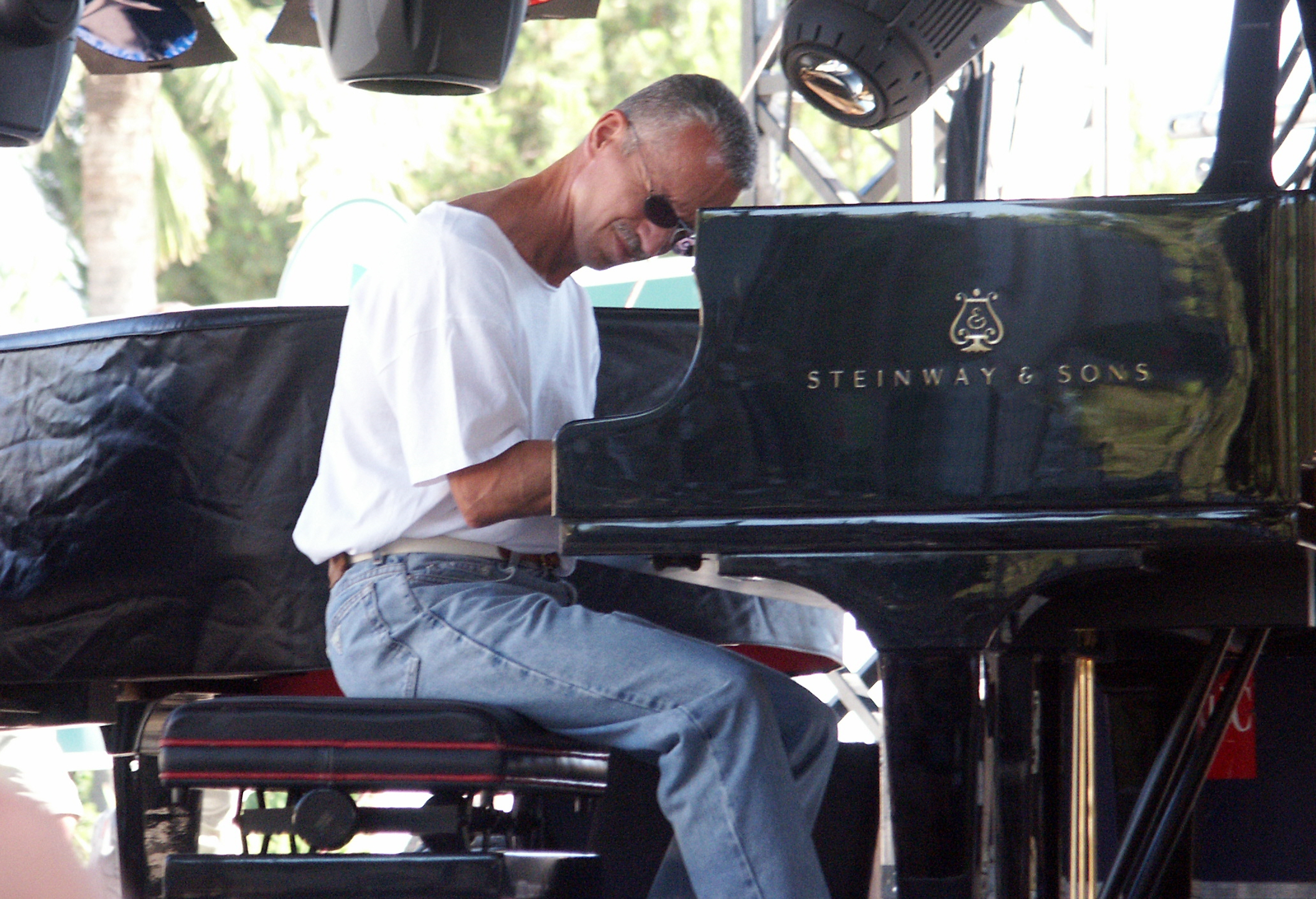
Keith Jarrett (2003)

„Den stilistischen Schwerpunkt hatte das Trio bei diesem Auftritt auf den Bebop gelegt“ beschreibt Jazzecho den Inhalt des Albums und fährt fort: „Mit einem Repertoire, das von Charlie Parkers ‚Scrapple From The Apple‘ über ‚Shaw’nuff‘ von Parker und Dizzy Gillespie sowie Horace Silvers ‚Strollin’‘ bis hin zu einem Stück reichte, das oft mit Dexter Gordon assoziiert wird: ‚You’ve Changed‘. Ebenfalls auf dem Programm stand die Show-Nummer ‚You Took Advantage Of Me‘ … Darüber hinaus gibt es noch ein paar wundervolle Interpretationen von bekannten Jazzballaden: neben dem bereits erwähnten Titelsong ‚Yesterdays‘ spielen Jarrett, Peacock und DeJohnette mit ‚Smoke Gets In Your Eyes‘ noch eine weitere Jerome Kern-Komposition sowie Harold Arlens Mid-Tempo-Nummer ‚A Sleepin’ Bee‘ (die Gary Peacock 1964 auch schon als Begleiter von Bill Evans aufgenommen hatte).“
Auch dieses Album ist damit wieder eine gelungene Mischung aus Standards des Great American Songbooks und „Kompositionen bedeutender Jazzmusiker, die mit der Zeit zu sogenannten Jazzstandards geworden sind.“
Die Veröffentlichung des Albums Yesterdays erfolgte anlässlich des 25-jährigen Bestehens des Standards Trios im Jahre 2008. „Das Trio feierte sein Jubiläum im letzten Jahr mit vielen Konzerten und einer Vielzahl an Veröffentlichungen“ weiß jazzdrummerworld zu berichten. Dazu gehören neben Yesterdays „eine 3-CD-Box ‚Settings Standards‘, dies waren die ersten drei Alben des Trios aus dem Jahre 1983, weiter erschien eine Doppel-DVD (‚Standards I/II‘ und ‚Live in Japan‘). mit Konzertaufzeichnungen aus Japan. Zudem wurden auch drei Keith-Jarrett-Klassiker wiederveröffentlicht, dies waren Standards Live, Bye Bye Blackbird sowie das Soloalbum Facing You.“

## Mitwirkende

### Musiker und ihre Instrumente
- Keith Jarrett – Piano
- Gary Peacock – Kontrabass
- Jack DeJohnette – Schlagzeug

### Produktionsstab
- Sascha Kleis – Design
- Yoshihiro Suzuki – Aufnahmetechnik
- Thomas Wunsch – Fotografie – Cover
- Patrick Hinley – Fotografie Beiheft
- Jan Erik Kongshaug – Editing, Mastering
- Manfred Eicher – Editing, Mastering, Produzent

## Titelliste
- Keith Jarrett, Gary Peacock, Jack DeJohnette: Yesterdays (ECM 2060 (179 4205))

1. Strollin’ (Horace Silver) – 8:12
2. You Took Advantage of Me (Richard Rogers, Lorenz Hart) – 10:12
3. Yesterdays (Jerome Kern, Otto Harbach) – 8:55
4. Shaw’nuff (Dizzy Gillespie, Charlie Parker) – 6:10
5. You’ve Changed (Carl Fischer, Bill Carey) – 7:55
6. Scrapple From The Apple (Charlie Parker) – 9:01
7. A Sleepin’ Bee (Harold Arlen, Truman Capote) – 8:17
8. Intro / Smoke Gets In Your Eyes (Keith Jarrett / Jerome Kern, Otto Harbach) – 8:47
9. Stella By Starlight (Victor Young, Ned Washington) – 8:04

## Rezeption

### Rezensionen
Deutschsprachiger Raum
„Die drei praktizieren die Kunst des Piano-Trios in höchster Vollendung“ schreibt Peter Rüedi in der Weltwoche. „Sie treffen sich jeweils für so wenige Wochen im Jahr, dass wir keinen Ton missen möchten. … Im Übrigen denken die drei den Bebop weiter, mit Horace Silvers ‚Strollin’‘, Parker/Gillespies ‚Shaw’nuff‘ und Parkers ‚Scrapple from the Apple‘. Und sie erfinden Unterkellerungen und Überbauten zu Standards, die eigentlich als einstöckige Zweckbauten geplant waren: ‚Yesterdays‘, ‚You’ve Changed‘, ‚Smoke Gets in Your Eyes‘. Nicht neu, nicht alt. Gegenwärtig.“
Tobias Schmitz meint im Stern: „Das geniale Trio Jarrett, Peacock, DeJohnette in einem Konzertmitschnitt von 2001. Zärtlich und zugänglich, melodisch und verspielt. Ein Highlight.“
Manfred Papst stellt für die Neue Zürcher Zeitung am Sonntag fest: „Jarrett bewegt sich als Interpret des Jazz-Kanons hier auf der Höhe seines Könnens, und seine Begleiter – vielmehr: Partner – stehen ihm in nichts nach. … Er agiert geradezu ausgelassen und bleibt doch in jedem Augenblick wach, umsichtig, präzis. … Eine Sternstunde.“
Für Martin Laurentius von Jazzthing scheint „der Pianist … wie entfesselt: Er zelebriert regelrecht den Moment, in dem die Musik entsteht – so, als wäre dieser Moment eben doch kein Mythos. Metrische und rhythmische Parameter bestimmen die Improvisationsmusik des heute wohl wichtigsten Jazz-Piano-Trios ebenso wie melodischer Einfallsreichtum und harmonische Ergänzungen aus dem Stegreif.“
Für Hans-Dieter Heistrüvers vom Jazzpodium begeistert „diese CD … vor allem durch die Kombination von gesanglich-liedhafter Einfachheit, emotionaler, oft fast hymnischer Intensität und mitreißender Virtuosität sowie durch die schier unerschöpfliche Fülle und kristalline, betörende Schönheit seiner Melodien.“
International
Die Rezension bei Allmusic wertete das Album mit 4 von 5 Sternen und stellte fest: „Das Besondere an dieser Band ist ihre Balance zwischen Beredsamkeit, Zusammenspiel, improvisatorischer Kommunikation und Swing.“
Karl Stark schreibt in The Philadelphia Inquirer: „Das Trio aus dem Pianisten Keith Jarrett, dem Bassisten Gary Peacock und dem Schlagzeuger Jack DeJohnette besteht seit einem Vierteljahrhundert. Und die angesammelte Erfahrung zahlt weiterhin Dividenden.“
Für John Bungey von The Times werden „Jazz-Standards, Show-Melodien und BeBop-Klassiker … liebevoll poliert, umgerüstet und uns als neu verkauft.“
Thomas Conrad kommentiert für Jazztimes: „Yesterdays ist gekennzeichnet von extremer Dynamik und emotionaler Reichweite.“
Für Elsewhere.co.nz ist es: „emotionale und musikalische Intelligenz vom Feinsten.“
Und John Kelmann wertet das Album für AllaboutJazz mit 4,5 von 5 Sternen und schreibt: „Yesterdays repräsentiert einen weiteren Höhepunkt. … Dieses Trio kann 25 Jahre alt sein, aber Jarrett, Peacock und DeJohnette zeigen absolut keine Anzeichen für den Verlust von Relevanz.“

### Chartplatzierungen
Yesterdays erreichte in Deutschland Rang 88 der Albumcharts und platzierte sich zwei Wochen in den Top 100. Jarrett platzierte sich damit mit dem siebten Album in den deutschen Charts. DeJohnette und Peacock konnten sich zuvor lediglich in Verbindung mit dem Keith Jarrett Trio in den Charts platzieren, für das Trio ist es nach The Out-Of-Towners und My Foolish Heart – Live at Montreux der dritte Charterfolg in Deutschland. In den deutschen Jazzcharts platzierte sich das Album im Monat Februar 2009 an der Chartspitze. Alle drei Musiker erreichten damit erstmals die Chartspitze der deutschen Jazzcharts.